# Мечтать и жить
«Мечтать и жить» — советский драматический фильм 1974 года Юрия Ильенко, снятый на Киевской киностудии им. А. П. Довженко.
Премьера состоялась в июне 1975 года. Фильм посмотрели 2,5 млн зрителей.

## Сюжет
Мария отправляется в деревню, чтобы узнать больше о своей матери, которая так долго искала её после войны. По пути она встречает разных людей и проходит через различные испытания, но в результате это помогает ей найти в себе силы и веру в себя.

## Роли исполняют
- Лариса Кадочникова — Мария
- Родион Нахапетов — Константин Петрович
- Юрий Ильенко — Герасим
- Нина Ургант — мать
- Валентина Владимирова — подруга матери
- Олег Полствин — Серёжа
- Леонид Куравлёв — Иван Григорьевич
- Юрий Мажуга — Сукач

### В эпизодах
- Владимир Алексеенко
- Владимир Волков — литейщик
- Виктор Панченко — актёр
- Сигизмунд Криштофович
- Я. Забутый
- А. Иванов
- Е. Андриенко
- А. Кармацких
- Ирина Кихтёва
- Раиса Пироженко
- Маргарита Кавка
- Нина Реус
- Г. Федоринская
- Юрий Козаковский
- А. Славко
- М. Лапчинская
- Александр Шеремет
- Игорь Гневашев
- Лариса Волченко

## Съёмочная группа
- Авторы сценария: Юрий Ильенко, Иван Миколайчук
- Режиссёр-постановщик: Юрий Ильенко
- Оператор-постановщик: Вилен Калюта
- Художник-постановщик: Сергей Бржестовский
- Композитор: Леонид Грабовский
- Звукооператор: Анатолий Чернооченко
- Режиссёры: А. Иванов, Александр Козырь
- Оператор: М. Степанова
- Художник-декоратор: Александр Шеремет
- Художник по костюмам: Лидия Байкова
- Художник-гримёр: Яков Гринберг
- Монтажёр: Э. Сумовская
- Ассистенты режиссёра: Л. Хорошко, Б. Привада
- Ассистенты оператора: Я. Черевец, А. Золотарев
- Ассистент художника по костюмам: Н. Лымарь
- Комбинированные съёмки:
  - Операторы: Николай Илюшин, Б. Серёжкин
  - Художник: Виктор Деминский
- Редактор: В. Юрченко
- Директор картины: Л. Витязь
- Государственный заслуженный симфонический оркестр Украинской ССР:
  - Дирижёр: Стефан Турчак